# Complemento di moto per luogo
Nella sintassi della frase semplice, il complemento di moto per luogo indica il luogo attraverso il quale qualcuno o qualcosa si muove. Il complemento risponde alle domande: "Per dove? Attraverso quale luogo?". Si tratta di un complemento indiretto.

## Esempi
- Siamo passati per i giardini.
- Il comandante passò attraverso la Gallia per raggiungere l'accampamento.
- Il sentiero si snoda tra gli alberi.
- Vado a Via Marina attraverso i giardini pubblici.
- Attila, flagello di Dio, per arrivare in Italia, fu costretto a passare dalle alpi.
- Francesco è andato a Roma ed è dovuto passare per il Colosseo.

## Come si presenta il complemento
Il complemento può essere introdotto da:
- le preposizioni per, attraverso, da, tra, o dalle locuzioni prepositive in mezzo a ecc.